# Neukirchen (Szászország)
Neukirchen település Németországban, azon belül Szászország tartományban. Lakosainak száma 3815 fő (2023. december 31.).

## Népesség
A település népességének változása:
| Lakosok száma | 4094 | 3920 | 3863 | 3849 | 3809 | 3815 |
|               | 2014 | 2017 | 2019 | 2021 | 2022 | 2023 |